# والالا (استان مرکزی)
والالا (به لاتین: Walala) یک منطقهٔ مسکونی در سری‌لانکا است که در استان مرکزی (سری‌لانکا) واقع شده‌است.